# Остин Пауърс: Шпионинът любовник
„ Остин Пауърс 2: Шпионинът любовник“ е вторият филм за приключенията на супершпионина Остин Пауърс.

## Сюжет
Внимание:  Текстът по-долу разкрива сюжета на произведението (или части от него)!
...Излязло от употреба Остин Пауърс Доктор Зло в дълбокия космос (Остин Пауърс) изведнъж се завръща! По време на отсъствието Доктор му главен асистент, „Номер
Две“, създадена клонинг Мини Ми – точно копие (въпреки че осем пъти по-малко!) на Доктор Зло. Доктор Зло и зъл клонинг проектира коварен план за отмъщение: да открадне използване шотландски майор-ренегат прякор Мазен Копеле „моджо“ на Остин Пауърс, основната му сексуална енергия. През 1968 г. Остин Пауърс замразени и безпомощен, и така лесно да крадат Мазен Копеле „моджо“ и предава откраднатия за откуп в ръцете на Доктор Зло. След пиенето „моджо“ главата на световната подлия организация изведнъж изпитва огромен прилив на сексуална енергия, влиза в любовна афера с неговия помощник фрау Фарбисина, при което те имат син Скот Зло.
...И в този момент през 1999 г. Остин Пауърс, губи своята годеница Ванеса (тя е робот-камикадзе, който е изпратил Доктор Зло), решава да съблазни един от съучастник на Доктор Зло. Но за съжаление, поради загубата „моджо“ герой-любовник станат импотентни! Сега Остин трябва да се премести в „машина на времето“ през 1968 г. и да си възвърне източникът на неговата сексуалност. И в това, че е готов да помогне на очарователната супер-агент от ЦРУ Фелисити Шагвел...

## В ролите
| Актьор           | Роля                                                                                       |
| ---------------- | ------------------------------------------------------------------------------------------ |
| Майк Майърс      | Остин Пауърс, Доктор Зло, Мазен Копеле                                                     |
| Хедър Греъм      | Фелисити Шагвел, агент на ЦРУ                                                              |
| Майкъл Йорк      | Базил Експозиция, главен агент на британското разузнаване, за да помогнете на Остин Пауърс |
| Робърт Уагнър    | „Номер Две“, главен заместник на Доктор Зло                                                |
| Роб Лоу          | „Номер Две“ в младежките си                                                                |
| Минди Стърлинг   | фрау Фарбисина, помощник и любовница на Доктор Зло                                         |
| Сет Грийн        | Скот Зло, син на Доктор Зло                                                                |
| Верн Троер       | Мини Ми, клонинг на Доктор Зло                                                             |
| Елизабет Хърли   | Ванеса Кенсингтън, годеница на Остин Пауърс, в действителност – робот-камикадзе            |
| Гиа Каридес      | Робин Гълтане, наемен убиец на Доктор Зло                                                  |
| Уил Феръл        | Мустафа, наемен убиец на Доктор Зло                                                        |
| Кристен Джонстън | Ивана Платинова, фотомодел, агент на Доктор Зло                                            |
| Оливър Мюхъд     | британският полковник                                                                      |
| Клинт Хауърд     | Джонсън Ритър, експерт на НАСА                                                             |
| Майкъл Макдоналд | сержант на НАТО, който работи за проследяване станция                                      |
| Джеф Гарлин      | Циклоп                                                                                     |
| Тим Робинс       | президент на САЩ                                                                           |
| Чарлз Нейпиър    | генерал Хоук                                                                               |
| Бърт Бакара      | камео                                                                                      |
| Уили Нелсън      | камео                                                                                      |
| Уди Харелсън     | камео                                                                                      |
| Ребека Ромейн    | камео                                                                                      |
| Стив Уълкос      | камео                                                                                      |
| Джери Спрингър   | камео                                                                                      |
| Елвис Костело    | камео                                                                                      |

## Пародия на известни филми
- „Междузвездни войни“: началните надписи на филма; сцена в космическата станция на Луната, когато ранените Доктор Зло говорим с Остин Пауърс характерен глас на Дарт Вейдър
- „Аполо 13“: когато космически кораб с Доктор Зло появява в началото на филма звучи легендарната фраза: „Хюстън, имаме проблем!“
- Видеото към песента на Мадона The Power of Good – „игра на шах“ между Ивана Платинова и Остин Пауърс
- „Завръщане в бъдещето“: пътешествие във времето Остин Пауърс през 1969 г. с кола
- „Бондиана“:
- Остин Пауърс и Фелисити изпратени в преследване на Доктор Зло на Луната („Муунрейкър“);
- Мини Ми, зъл клонинг на Доктор Зло, е много подобен на Ник Нак, личен помощник на злодей Франциско Скараманга („Мъжът със златния пистолет“);
- епизод, когато Остин Пауърс и Фелисити излизат от морето на остров на Доктор Зло („Доктор Но“);
- Доктор Зло поставя тайната му скривалище в кратер на изгаснал вулкан („Човек живее само два пъти“);
- Доктор Зло ще атакува Вашингтон с помощта на боен лазер от космоса и изисква откуп („Диамантите са вечни“);
- дори заглавието на филма на английски звучи пародия на филма „Шпионинът, който ме обичаше“ – „The Spy Who Loved Me“ (оригинал) и „The Spy Who Shagged Me“ (пародия)